# Чемпионат Румынии по регби
СуперЛига (рум. SuperLiga) — высший дивизион чемпионата Румынии по регби-15. Первый розыгрыш чемпионата на ежегодной основе состоялся в 1914 году. Среди участников преобладали команды из столицы, Бухареста: с 1913 года в городе было создано восемнадцать клубов. Первая команда вне Бухареста появилась на авиационном заводе в Брашове в 1939 году.
В 1995 году, в первом сезоне кубка Хейнекен Румынию представляла команда «Фарул», и с тех пор ни один клуб страны не играл в этом турнире. При этом румынские коллективы играли в Европейском кубке вызова в сезонах 1996/1997, 1997/1998, 1998/1999, 1999/2000, 2001/2002 и 2002/2003. Затем было решено, что единственной командой Румынии, которая будет играть на европейской арене, станет сборная «Букурешть Оукс», укомплектованная игроками различных клубов национального чемпионата.

## Участники
Сезон 2018/19.
| Команда              | Город       |
| -------------------- | ----------- |
| «Штиинца»            | Бая-Маре    |
| «Динамо»             | Бухарест    |
| «Глория»             | Бузэу       |
| «Констанца»          | Констанца   |
| «КСМ»                | Бухарест    |
| «Стяуа»              | Бухарест    |
| «Тимишоара Сараценз» | Тимишоара   |
| «Университатя»       | Клуж-Напока |

## Победители
| - 1914: «ТКР» Б - 1915: «ТКР» Б - 1916: «ТКР» Б - 1917: не проводился - 1918: не проводился - 1919: «Стадьюл Ромын» - 1920: «ССЕФ» Б - 1921: «ТКР» Б - 1922: «ТКР» Б - 1923: «ТКР» Б - 1924: «Стадьюл Ромын» - 1925: «Спортул Студенцеск» - 1926: «Стадьюл Ромын» - 1927: «ТКР» Б - 1928: «Стадьюл Ромын» - 1929: «Спортул Студенцеск» - 1930: «Стадьюл Ромын» - 1931: «Стадьюл Ромын» - 1932: «Спортул Студенцеск» - 1933: «ПТТ Букурешть» - 1934: «ПТТ Букурешть» - 1935: «Спортул Студенцеск» - 1936: «ТКР» Б - 1937: — - 1938: «ТКР» Б - 1939: «Спортул Студенцеск» - 1940: «ТКР» Б - 1941: «Вифорул Дача» - 1942: «ТКР» Б - 1943: «Вифорул Дача» - 1944: «Вифорул Дача» - 1945: «Вифорул Дача» - 1946: «Спортул Студенцеск» - 1947: «Стадьюл Ромын» - 1947/48: «Университатя» Б - 1948: «ЧФР» Б - 1949: «ЦСКА» Б | - 1950: «Локомотив» Б - 1951: «Динамо» Б - 1952: «Динамо» Б - 1953: «ККА» Б - 1954: «ККА» Б - 1955: «Гривица Рошие» - 1956: «Динамо» Б - 1957: «Гривица Рошие» - 1958: «Гривица Рошие» - 1959: «Гривица Рошие» - 1960: «Гривица Рошие» - 1961: «ККА» Б - 1962: «Гривица Рошие» - 1963: «Стяуа» Б - 1964: «Стяуа» Б - 1965: «Динамо» Б - 1966: «Гривица Рошие» - 1967: «Гривица Рошие» - 1968: — - 1969: «Динамо» Б - 1970: «Гривица Рошие» - 1971: «Стяуа» Б - 1972: «Тимишоара» - 1973: «Стяуа» Б - 1974: «Стяуа» Б - 1975: «Фарул» - 1976: «Фарул» - 1977: «Стяуа» Б - 1978: «Фарул» - 1979: «Стяуа» Б - 1980: «Стяуа» Б - 1981: «Стяуа» Б - 1982: «Динамо» Б - 1983: «Стяуа» Б - 1984: «Стяуа» Б - 1985: «Стяуа» Б - 1986: «Фарул» | - 1987: «Стяуа» Б - 1988: «Стяуа» Б - 1989: «Стяуа» Б - 1990: «Штиинца» - 1991: «Динамо» Б - 1992: «Стяуа» Б - 1993: «Гривица Рошие» - 1994: «Динамо» Б - 1995: «Фарул» - 1996: «Динамо» Б - 1997: «Фарул» - 1998: «Динамо» Б - 1999: «Стяуа» Б - 2000: «Динамо» Б - 2001: «Динамо» Б - 2002: «Динамо» Б - 2003: «Стяуа» Б - 2004: «Динамо» Б - 2005: «Стяуа» Б - 2006: «Стяуа» Б - 2007: «Динамо» Б - 2008: «Динамо» Б - 2009: «Штиинца» - 2010: «Штиинца» - 2011: «Штиинца» - 2012: «Тимишоара» - 2013: «Тимишоара» - 2014: «Штиинца» - 2015: «Тимишоара Сараценз» - 2016/17: «Тимишоара Сараценз» - 2017/18: «Тимишоара Сараценз» - 2018/19: «Штиинца» - 2019/20: «Штиинца» - 2021: «Штиинца» - 2022: «Штиинца» - 2023: «Динамо» Б |

### Всего титулов
1. «Стяуа» Б («ККА», «ЦСКА»)
24 : 1949, 1953, 1954, 1961, 1963, 1964, 1971, 1973, 1974, 1977, 1979-1981, 1983-1985, 1987-1989, 1992, 1999, 2003, 2005, 2006
2. «Динамо» Б
17 : 1951, 1952, 1956, 1965, 1969, 1982, 1991, 1994, 1996, 1998, 2000-2002, 2004, 2007, 2008, 2023
3. «Гривица Рошие»  («Локомотив» Б, ЧФР» Б)
12 : 1948, 1950, 1955, 1957-1960, 1962, 1966, 1967, 1970, 1993
4. «ТКР» Б
11 : 1914-1916, 1921-1923, 1927, 1936, 1938, 1940, 1942
5. «Спортул Студенцеск» («Университатя» Б)
7 :  1925, 1929, 1932, 1935, 1939, 1946, 1947/48
6. «Штиинца»
9 :  1990, 2009, 2010, 2011,  2014, 2018–19, 2019-20, 2020-21, 2021-22
7. «Стадьюл Ромын»
7 :  1919, 1924, 1926, 1928, 1930, 1931, 1947
8. «Фарул»
6 :  1975, 1976, 1978, 1986, 1995, 1997
9. «Тимишоара»
6 :  1971–72, 2012, 2013, 2015, 2016–17, 2017–18
10. «Вифорул Дача» 
4 :  1941, 1943-1945
11. «ПТТ» Б
2 :  1933, 1934
12. «ССЕФ» Б 
1 :  1920